# Ruben Radica
Ruben Radica né le 19 mai 1931 à Split (royaume de Yougoslavie) et mort le 28 juillet 2021 à Zagreb (Croatie), est un compositeur de musique de chambre, yougoslave puis croate, et un professeur de musique. 

## Biographie
Ruben Radica est le petit-fils du compositeur croate Josip Hatze.
Il étudie à l'Académie de musique de Zagreb où il obtient son diplôme de direction dans la classe de Slavko Zlatić (1957). Il est l'élève en composition de Milko Kelemen, dont il est diplômé en 1958. Il poursuit ses études avec Vito Frazzi à Sienne (Accademia Musicale Chigiana), avec René Leibowitz et Olivier Messiaen à Paris et avec György Ligeti, Pierre Boulez et Henri Pousseur à Darmstadt en cours d'été (Internationale Ferienkurse für Neue Musik).
Entre 1959 et 1963, il enseigne à l'académie de Sarajevo avant de revenir à Zagreb, où il enseigne à l'Académie. Il est un membre régulier de l'Académie croate des sciences et des arts.
Il a remporté le prix Vladimir Nazor (1973) et par deux fois le prix Josip Štolcer-Slavenski, en 1978 et en 1991. En 1995, il a reçu l'Ordre croate Marko Marulić.

## Œuvres
- Naufrage, pour orchestre
- 4 Épigrammes dramatiques pour quintette avec piano[4]
- Per Se I pour orchestre et ondes Martenot
- Per Se II pour quintette à vent et bande
- Concerto Abbreviato pour violoncelle obligé et orchestre
- Extensio, pour orchestre et piano
- 19 & 10, Interférences pour récitant, chœur et orchestre
- Trois Sonnets Bagatelles pour récitant et sextuor instrumental
- La treizième heure, deux Sonnets d'Antun Gustav Matos pour trois chœurs et orchestre
- Vers pour deux groupes d'instruments et Synthétiseur
- Pièces pour piano no 3
- Poème du crépuscule pour quatuor à cordes
- 4 études In Persistance pour quatuor de saxophones
- Prazor [L'Aube], opéra (1991)

## Discographie
- Ruben Radica - Croatian Contemporary Composers (2005, Cantus)

### Lien contextuel
- Musique croate